# Augustus Radcliffe Grote
Augustus Radcliffe Grote (Liverpool, 1841 - Hildesheim, 1903) was een Brits entomoloog. Hij is vooral bekend geworden door zijn onderzoek naar de vlinders van Noord-Amerika, met name naar de Amerikaanse Noctuidae.

## Taxa
Grote beschreef onder meer deze soorten:
- Abagrotis alternata  1864
- Abagrotis apposita 1878
- Abagrotis bimarginalis 1883
- Abagrotis discoidalis 1876
- Abagrotis mirabilis 1879
- Abagrotis nanalis 1881
- Abagrotis placida 1876
- Abagrotis variata 1876
- Abagrotis vittifrons 1864

Deze soorten werden naar Grote vernoemd:
- Cautethia grotei Edwards, 1882

## Werken
- The effect of the glacial epoch upon the distribution of insects in North America, Salem, Mass., Printed at the Salem press, 1876
- Notes on the Sphingidæ of Cuba, Philadelphia, 1865
- Check list of the Noctuidae of America, north of Mexico ... I - II. Buffalo, N. Y., 1875-76.

- Bibliothèque nationale de France: cb133247174 (data)
- Gemeinsame Normdatei: 116874139
- International Standard Name Identifier: 0000 0000 7363 9308
- Library of Congress Control Number: nb2008015929
- Nederlandse Thesaurus van Auteursnamen: 16619879X
- Réseau des bibliothèques de Suisse occidentale: 02-A009299018
- SNAC: w6gb2cv4
- Système universitaire de documentation: 085938084
- Virtual International Authority File: 7533364
- WorldCat: E39PBJtX8RrcMVqhy4HrMTFFrq